# تصوير بانورامي
التصوير البانورامي هو نوع من التصوير العريض والذي يأخذ زاوية عريضة نوعاً ما. ويتم التصوير بعدة طرق منها استخدام عدسات خاصة ذات زاوية عريضة أو تصوير المنظر على أجزاء. وبعد تصوير المشاهد المطلوبة تقوم بفتحها بواسطة أحد البرامج الخاصة واختيار خاصية الدمج حتى يتم دمج جميع الصور في صورة واحدة عريضة.
بعض الكاميرات تحتوي على ميزة التصوير البانورامي ولكن معظم الكاميرات لا تحتوي علي هذه الميزة، ولذا تُستخدم بعض البرامج للحصول على صورة بانورامية من خلال دمج عدد من الصورة ملتقطة بشكل متتابع ومن أبرز البرامج المستخدمة برنامج بانوراما ميكر (بالإنجليزية: Arcsoft Panorama Maker) وينصح التقاط الصور باستخدام حامل كاميرا، ترايبود (بالإنجليزية: Tripod) والتقاط الصور بشكل طولي ولَيْسَ عرضي لضمان أخذ مساحة أُفقية أوسع
```
أبيض
```

## وصلات خارجية
- صور